# Labeotropheus trewavasae
Labeotropheus trewavasae és una espècie de peix d'aigua dolça de la família dels cíclids i de l'ordre dels perciformes. Va ser descrit per l'ictiòleg Geoffrey Fryer el 1956.
Els adults poden assolir fins a 11,7 cm de longitud total. Menja algues, crustacis petits i cucs. És una espècie de clima tropical entre 21 °C-24 °C de temperatura.

## Distribució geogràfica
Es troba al llac Malawi a l'Àfrica:.